# Садуакас кажы Гылмани (мечеть)
Садуакас кажы Гылмани (каз. Сәдуақас қажы Ғылмани мешіті) — мечеть, расположенная в столице Казахстана городе Астана. Мечеть Садуакас кажы Гылмани является первой построенной в Астане и одной из первых мечетей во всём Казахстане с момента независимости.

## История
В 1943-1944 мусульманская община приобрела двухкомнатный дом, который в течение следующих 50 лет служил мечетью и был центром религиозного развития в регионе. С 1991 по 1996 год была построена новая большая мечеть, на торжественном открытии которой присутствовал президент Казахстана Нурсултан Назарбаев. Новое здание выделяется оригинальной архитектурой. В 2005 году мечети, ставшей сначала религиозным и духовным центром акмолинских, а затем и астанинских мусульман, было присвоено имя Садуакаса Хаджи Гильмани. 
В мечети регулярно работает курс «Религиозная грамотность». Проходят уроки по изучению Корана и шариату. Проходят встречи со студентами, различные семинары и благотворительные акции. 

## Описание
Мечеть расположена по адресу улица Генерал Сабыра Ракымова 95, в Байконурском районе. Фасад здания мечети площадью 180 квадратных метров покрыт белым мрамором. Мечеть имеет 5 разногабаритных куполов. Самый большой купол имеет высоту 22,5, а остальные - по 14,5 метров. Высота минарета 42 метра.  Общая площадь составляет 4500 м² из них 1500 м² засажены зелеными насаждениями — елями и березами. 
На первом этаже расположены большой зал, вестибюль, комнаты для чтения Корана, бракосочетания и комната имама. Подняться на второй этаж можно по двум лестницам для мужчин и женщин. Есть библиотека, кабинет обрезания и небольшая столовая для работников мечети.
Рядом с мечетью построены мужской и женский туалеты, мясная лавка, выставочный центр наследия Садуакаса Хаджи Гильмани.
В связи с увеличением количества молящихся мечеть с каждым годом расширяется. Были пристроены три больших помещения на втором этаже, молельный зал на 200 мест, капитально отремонтирована часть цокольного этажа мечети и построен молитвенный зал на 400 мест.
Вместимость мечети составляет более 1600 человек.